# Puya berteroniana
Espèce
Classification phylogénétique
Puya berteroniana est une espèce de plante à fleur monocotylédone de la famille des Bromeliaceae, endémique du Chili.

## Description
Elle peut atteindre 2 m de haut et donne des fleurs bleues.

Fleurs de Puya berteroniana

## Répartition
Elle est originaire des hauts plateaux du Chili.